# 국제남북운송회랑
국제남북운송회랑(International North–South Transport Corridor, INSTC)은 인도, 이란, 아제르바이잔, 러시아, 중앙아시아 및 유럽 간 화물 이동을 위한 7,200km 길이의 선박과 철도 및 도로 경로의 다중 모드 네트워크이다. 이 경로는 주로 선박, 철도 및 도로를 통해 인도, 이란, 아제르바이잔 및 러시아 연방에서 화물을 운송하는 것을 포함한다. 회랑의 목적은 뭄바이, 모스크바, 테헤란, 바쿠, 반다르 압바스, 아스트라한, 반다르 안잘리 등과 같은 주요 도시 간의 무역 연결성을 높이는 것이다. 
2013년 이란의 아스타라항이 이 노선의 개통을 위해 인근 항구와 합병해 증축되었고 2014년 카자흐스탄과 투르크메니스탄을 경유해 이란으로 들어가는 철도의 개설이 완료되었다. 이후 전 구간의 공사가 완료되었고, 2022년 7월 러시아 모스크바에서 인도 뭄바이로 가는 화물이 처음으로 이 루트를 이용해 운송되었다. 인도 측 무역 회사에 따르면 수에즈 운하를 이용했을 때보다 

## 같이 보기
- 아시안 하이웨이
- 인도의 교통
- 이란의 교통
- 투르크메니스탄의 교통